# Râul Łyna
Râul Lyna (poloneză Łyna, rusă Лава, germană Alle, prusiană Alna) este cel mai mare rîu al Voievodatului Varmia și Mazuria din Polonia. Lungimea acestui rîu ajunge pîna la 264 km, în Polonia 190 km. Łyna este afluent de stânga al rîului Pregola. Bazinul Lyna este de aproximativ 7125,6 km pătrați, din care două treimi sunt în afara granițelor poloneze. Sursa rîului se găsește între orașele Łyna și Orłowo, lîngă Nidzicy. Rîul împarte în două părți orașul Olsztyn.
Rîul Łyna și rîul Wadąg, care este un afluent de dreapta al primul menționat, se întâlnesc în Pădurea Municipală. Cel mai mare dintre ele este Łyna. În trecut, rîul a apărat orașul și a aprovizat burghezia cu apă. Până la jumătatea secolului al XIX-lea rîul Łyna a fost un râu navigabil. Astăzi, cea mai mare barcă ce se poate deplasa pe acest râu este o canoe. Secțiunea de Lyna care trece prin Olsztyn este de 17,5 km în lungime.

## Rezervația Naturală a Izvoarelor Rîului Lyna „Roman Kobendza”
Pe locul sursei principale ale râului a fost înființată în 1959 Rezervația Naturală a Izvoarelor Râului Lyna numită în cinstea profesorului universitar Roman Kobendza (1886-1955). Principalul obiectiv de creare a rezervației este păstrarea zonei izvoarelor rîului, precum și protecția izvoarele de eroziunea retrogradă. Zona de rezervă este în principal constituită din păduri mixte. Rezervația ocupă un teritoriu de 121 ha.